# St. Johannes der Täufer (Deutenhausen)

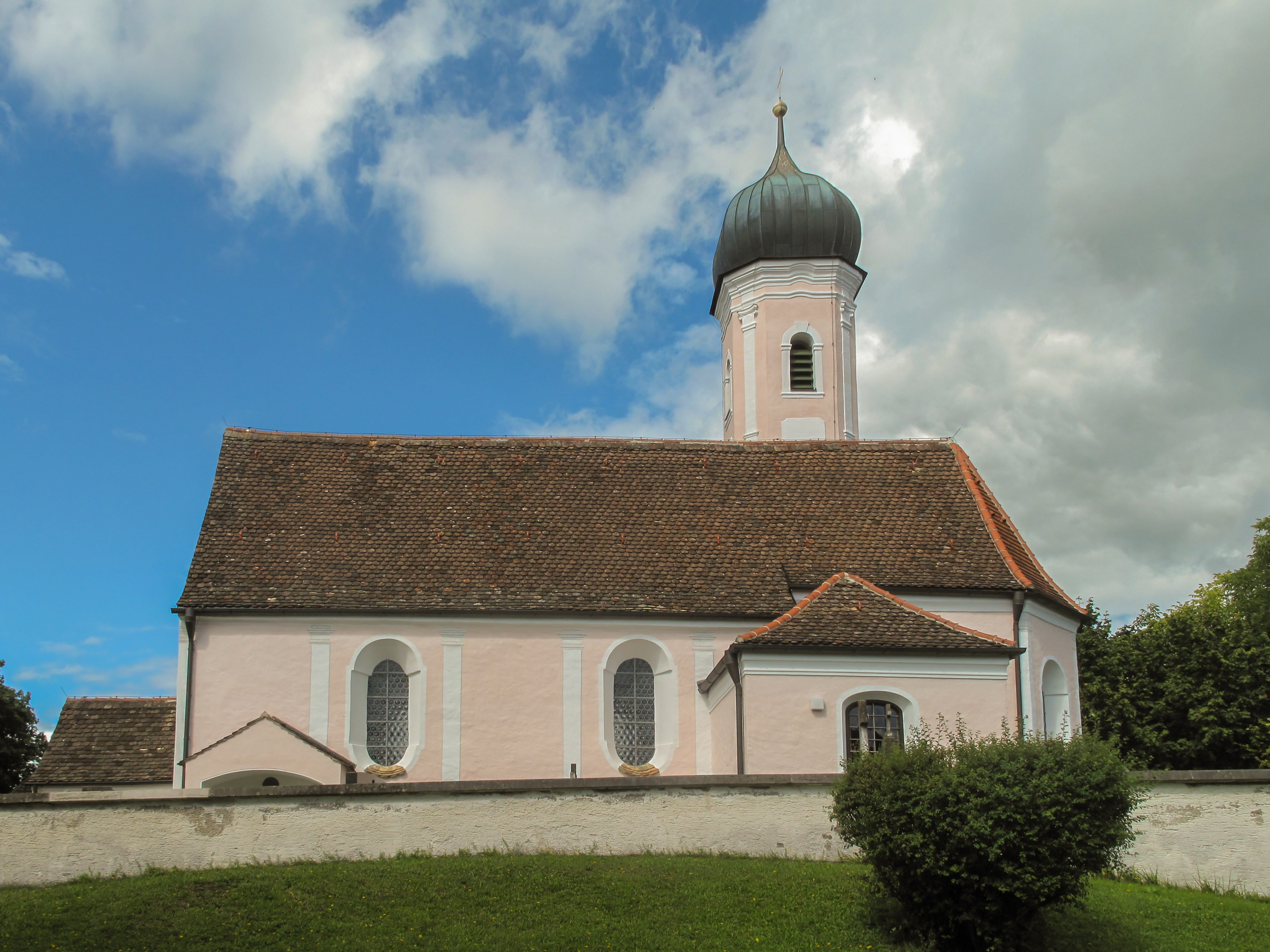
St. Johannes der Täufer von Süden

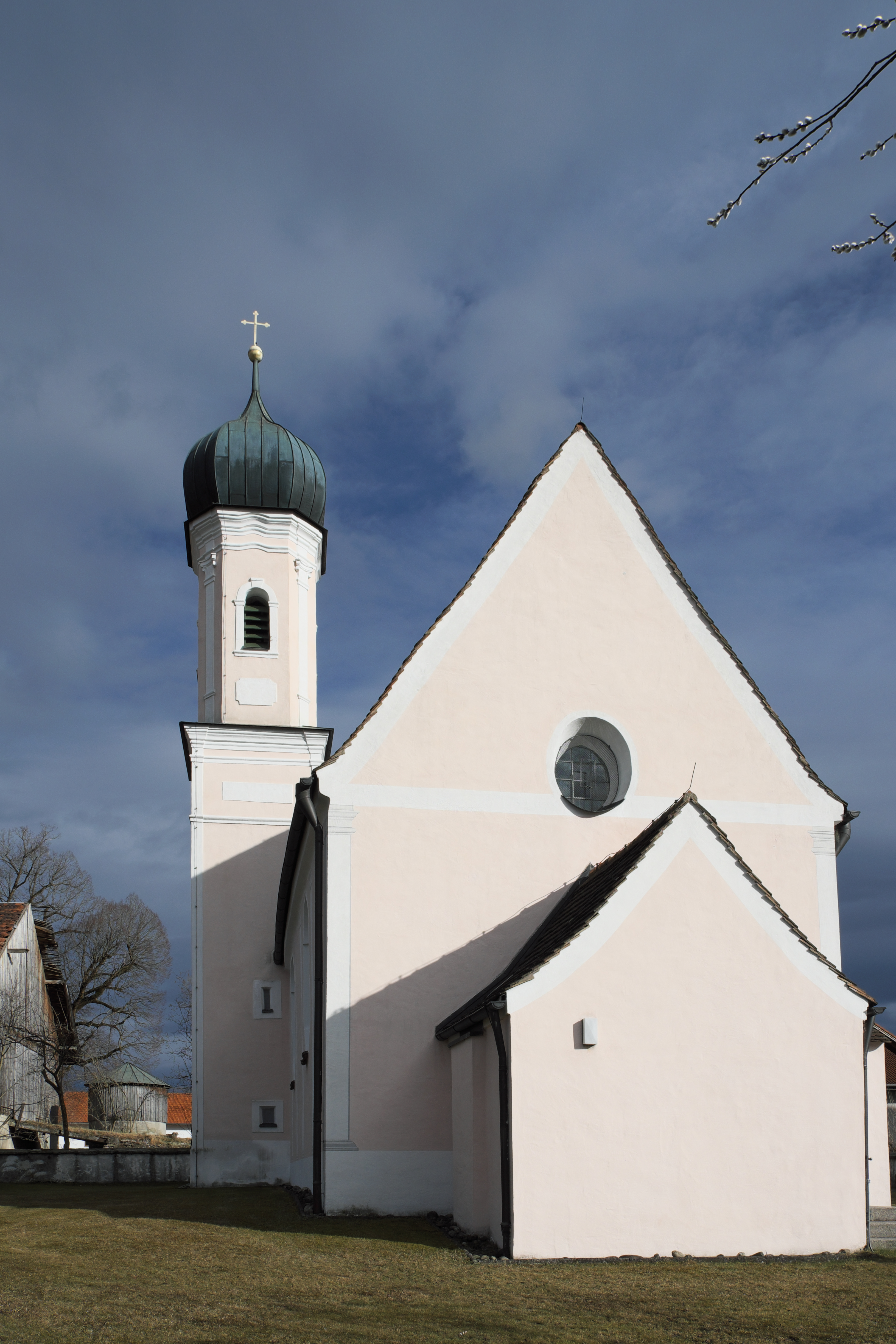
Westansicht

Die römisch-katholische Filialkirche St. Johannes der Täufer (auch St. Johannes Baptist oder St. Johann) steht im Ortsteil Deutenhausen der Kreisstadt Weilheim in Oberbayern. Das denkmalgeschützte Gotteshaus gehört als Teil der Pfarrei St. Michael Marnbach in der Pfarreiengemeinschaft Weilheim zum Dekanat Weilheim-Schongau im Bistum Augsburg. Die Adresse lautet Von-Tuto-Straße 2.

## Geschichte
Die im Kern romanische Kirche wurde wohl um 1083 errichtet. Vermutlich kurz vor 1500 wurde die Kirche umgebaut und mit Fresken ausgemalt, die später übermalt wurden. 1938 wurde ein kleiner Teil davon wieder freigelegt. Im Chorraum ist das gemauerte gotische Gewölbe erhalten. Es wurde 1709 durch barocke Stuckaturen verkleidet. Wohl bei den Umbaumaßnahmen 1668 wurden die Fenster in barocker Form gestaltet. Um 1695 erfolgte eine Renovierung. Ursprünglich besaß das Langhaus eine Flachdecke, bis 1709 im Zuge der Barockisierung ein hölzernes Korbbogentonnengewölbe eingezogen und sogleich mit Stuck und dem zentralen Deckenfresko verziert wurde. Den Stuck schuf wahrscheinlich der Pollinger Benedikt Perghofer. 1747 wurde das Gotteshaus neu geweiht. Wohl zeitgleich erhielt der Hochaltar seine spätbarocke Form.
1788 wurde der Turm erhöht und mit einer Zwiebelhaube versehen. Zur Jahrhundertwende wurden 1800 die Seitenaltäre neu gestaltet, 1802 folgte die Kanzel. 1815/1816 wurde die Orgel auf der neuen Empore erbaut. Renovierungen erfolgten 1798, 1838, 1861 (außen), 1877 (innen), 1938, 1989–1992 und 2010.
Im 18./19. Jahrhundert war St. Johannes der Täufer mit seinem Marienbildnis im Hochaltar eine Wallfahrtsstätte.

## Beschreibung und Ausstattung
An die geostete Saalkirche mit eingezogenem, dreiseitig schließendem Chor ist nördlich der Zwiebelturm angeschlossen. Dessen oktogonales Obergeschoss ist durch Pilaster und geschwungene Gesimse gegliedert. Die Zwiebelhaube war bis 1855 mit Holzschindeln gedeckt, seitdem ist sie mit Blech verkleidet. Südlich gegenüber befindet sich die Sakristei. Die Fassade ist farbig gelb und weiß gegliedert. Im Westen ist ein Vorzeichen angebaut.
Das unsignierte polychrome Langhaus-Deckenfresko (um 1709) zeigt die Himmelskönigin, flankiert von Johannes dem Täufer und Johannes dem Evangelisten. Vor der Gottesmutter flehen Kranke und Gebrechliche um Fürbitte. Das 170 × 170 cm große Gemälde wurde 1938 renoviert, 1965 durch Übermalungen geändert und 2010 weitgehend auf den Originalzustand zurückgesetzt.

### Hochaltar
Über der gotischen Altarmensa aus Tuffstein befindet sich der barocke Hochaltaraufbau. Er zeigt zentral eine Madonna mit Kind, die um 1525 wohl in der Werkstatt von Hans Leinberger gefertigt wurde. Volker Liedke schrieb sie Leinberger selbst zu, Georg Lill ordnete sie noch als Werk des „Meisters von Deutenhausen“ ein. Bis ins 20. Jahrhundert hinein wurde die Figur in der jeweiligen liturgischen Farbe gekleidet. 1929 vom Bayerischen Landesamt für Denkmalpflege und 1991/1992 wurde sie restauriert. Die Silberkronen auf dem Kopf Marias sowie des Jesuskinds wurden im Barock hinzugefügt. Wie im Langhaus-Deckengemälde wird Maria auch im Hochaltar von den beiden Johannes flankiert. Diese werden – wie der übrige Altaraufbau – dem Weilheimer Bildhauer Franz Xaver Schmädl sicher zugeschrieben und stammen aus der Zeit vor 1747. Außerdem schmücken den Altar zwölf Engelsfiguren, Silberarbeiten der Verkündigung des Herrn sowie vier barocke, 2009 restaurierte Reliquientafeln.

### Seitenaltäre
Die frühklassizistischen Retabel der zwei Seitenaltäre schuf Lukas Troger im Jahr 1800. Die Altarblätter malte Sebastian Jaud zu derselben Zeit. Die Altäre sind von Figuren aus der älteren Kirchenausstattung geschmückt.
Der rechte Seitenaltar ist dem hl. Sebastian geweiht. Dieser ist im zentralen Gemälde dargestellt. Der Auszug zeigt den hl. Willibald. Als Figuren stehen unten barocke Darstellungen der hl. Petrus und Paulus und oben spätgotische Bildnisse der hl. Elisabet sowie zweier weiterer Heiliger (evtl. Johannes und Maria).
Der linke Seitenaltar ist der Hl. Dreifaltigkeit geweiht, welche im Hauptgemälde dargestellt ist. Im Auszug ist der hl. Leonhard zu sehen, figürlich dargestellt sind die hl. Barbara und weitere Heilige. Am höchsten Punkt steht eine Christusfigur.

### Orgel
Im Jahr 1816 erhielt die Kirche aus dem säkularisierten Kloster Polling eine Orgel, die 1770 vom Eberfinger Orgelbauer Jakob Lindner gebaut wurde. Nach diversen Reparaturen im 19. Jahrhundert, u. a. durch Max Maerz und Joseph Pröbstl, wurde das Instrument 1911 durch den Münchner Alfred Schönle unter Verwendung von alten Registern, auch aus anderen Orgeln, erneuert. Die Disposition lautete:
| Manual     |    |
| Gedackt    | 8′ |
| Salicional | 8′ |
| Gambe      | 8′ |
| Principal  | 4′ |
| Flöte      | 4′ |

| Pedal  |     |
| Subbaß | 16′ |

- Koppeln: M/P, Superoktavkoppel

Dieses Instrument tat bis 2004 seinen Dienst, dann wurde in das historische Gehäuse von Stefan Heiß aus Weißenhorn eine neue Orgel mit mechanischer Schleifladentechnik und sieben Registern auf einem Manual und Pedal eingebaut. Das Salizional-Register entstand teils unter Verwendung des Registers von 1911. Die heutige Disposition lautet:
| Manual C–g3   |    |
| Gedeckt       | 8′ |
| Salizional    | 8′ |
| Prinzipal     | 4′ |
| Holzflöte     | 4′ |
| Oktav         | 2′ |
| Mixtur II–III | 1′ |
| Tremulant     |    |

| Pedal C–f1 |     |
| Subbaß     | 16′ |

- Koppeln: M/P

### Weitere Ausstattung
Die Kanzel wurde 1802 wohl unter Verwendung älterer Teile zusammengestellt. Neben der Kanzel befindet sich ein klassizistisch gerahmtes Bild, das an die den Wallfahrern gewährten Ablässe gemäß einem Dekret von Papst Benedikt XIV. aus dem Jahr 1751 erinnert.
Die Chorschranke und die Front der Empore bestehen aus Balustern, die aus der Klosterbibliothek Polling stammen und nach der Säkularisation nach Deutenhausen kamen. Die gleichen Baluster dienten dem Eglinger Hans Pfister 2007/2008 als Basis zur Schaffung des neuen Ambos und Osterleuchters.
Der Kreuzweg vom Trostberger Maler Bauer wurde 1862 erworben. Zudem befinden sich in der Kirche mehrere Votivtafeln aus dem 18. und 19. Jahrhundert. Das Kirchengestühl aus Eichenholz wurde in der ersten Hälfte des 18. Jahrhunderts gefertigt.
Im Vorzeichen befindet sich eine Mitte des 18. Jahrhunderts geschaffene Figur des „Christus mit der Schulterwunde“ sowie ein „Heiland in der Rast“ (um 1510), möglicherweise von Thomas Krumper.